# Avicennia germinans
Avicennia germinans (L.) L., 1764 è un albero della famiglia delle  Acanthaceae .

## Distribuzione e habitat

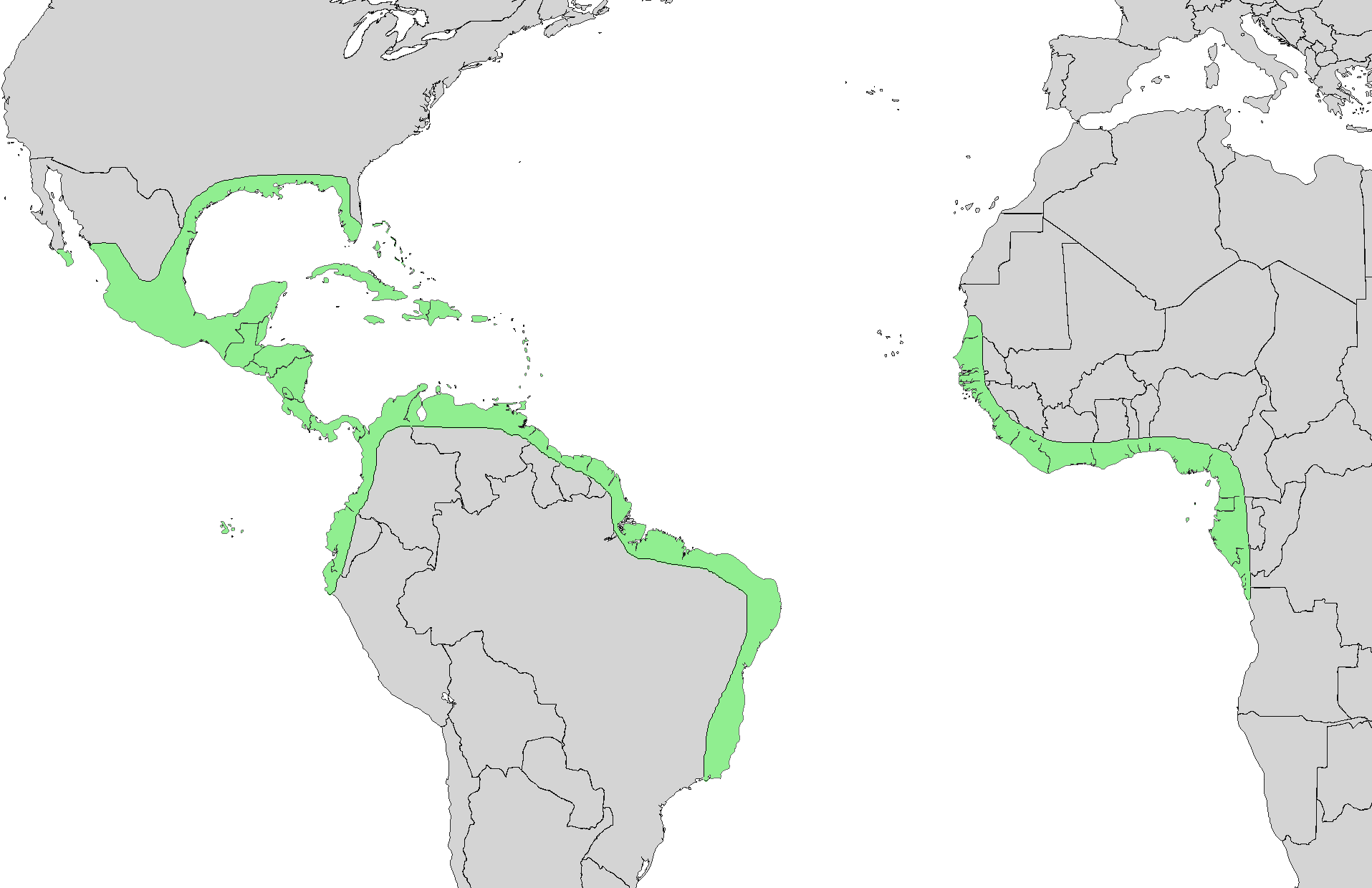
Areale

Avicennia germinans è diffusa nelle mangrovie della zona tropicale e subtropicale dell'America, dalla Florida al Brasile, sulla costa atlantica, e dal Messico al Perù, lungo la costa pacifica; è inoltre presente nei Caraibi, e nelle isole Galápagos, Cocos e Malpelo. Oltreché nel continente americano A. germinans è presente anche sulle coste dell'Africa occidentale (Angola, Benin, Togo, Camerun, Costa d'Avorio, Repubblica del Congo, Repubblica Democratica del Congo, Guinea Equatoriale, Gabon, Gambia, Ghana, Guinea, Guinea-Bissau, Liberia, Mauritania, Nigeria, São Tomé e Príncipe, Senegal e Sierra Leone).

L'esatta distribuzione della specie in Brasile è incerta dal momento che alcune segnalazioni possono in realtà riferirsi a popolazioni di Avicennia schaueriana.
Cresce nelle mangrovie che sorgono nelle aree costiere in corrispondenza degli estuari dei fiumi, su substrati sabbiosi e fangosi.